# Carl Heinrich Rappard

Carl Heinrich Rappard (* 26. Dezember 1837 in Giez VD; † 21. September 1909 in Gießen) war ein Schweizer evangelischer Missionar und Inspektor der pietistischen Pilgermission St. Chrischona.

## Leben
Carl Heinrich Rappard wuchs in einem gläubigen Elternhaus auf und erlebte eine strenge, aber fröhliche Kindheit. Er verbrachte seine Jugend auf einem Gut in der Nähe von Schaffhausen. In jungen Jahren kam er zum lebendigen Glauben an Jesus Christus und erlebte seine Bekehrung. Es zog ihn bald zum Theologiestudium, aber sein Vater – früher selbst Theologe – war anfänglich aus Angst vor der liberalen Theologie dagegen. 1861 trat er aber dann doch in die von Christian Friedrich Spittler gegründete evangelische Ausbildungsstätte der Pilgermission St. Chrischona bei Basel ein.
Hier lernte er das konsequente Christentum und ein sehr einfaches, bescheidenes Leben kennen. Neben seiner Ausbildung lernte er nebenbei Englisch. 1864 ging er für 6 Monate nach England und wurde 1865 in Leonberg ordiniert. Die Pilgermission schickte ihn aufs Missionsfeld nach Alexandrien. Dies war eine der Stationen der sogenannten «Apostelstrasse» der Pilgermission. Der Aufbau der Station war äusserst hart. Es gab zuerst nicht einmal Räume, es herrschte Mangel und auch Diebstähle kamen vor. Bischof Samuel Gobat von Jerusalem, sein späterer Schwiegervater, war zu der Zeit der Vorsitzende der Pilgermission.
1866 begann er mit einem arabischen Lehrer eine Schule. Der arabische Lehrer verliess ihn aber nach einiger Zeit und begann eine eigene Schule. Er wollte seine Schüler vor dem Christentum bewahren. Rappard liess sich aber nicht entmutigen und begann im europäischen Teil der Stadt eine neue Schule. Diese trug sich selbst und half mit, die anderen Aufgaben in der Pilgermission auszuführen. Als die Schottische Missionsgesellschaft (Scottish Missionary Society) Rappard einen Posten mit gutem Gehalt anbot, lehnte er diesen ab, weil er überzeugt war, dass Gott ihn in die bisherige Aufgabe berufen hätte.
In Jerusalem lernte er dann Dora Gobat, die Tochter von Bischof Samuel Gobat, kennen und lieben. Er warb um sie und am 28. November 1867 wurden sie von Bischof Gobat im Schloss Beuggen getraut. Der Grossvater von Dora Rappard, Christian Heinrich Zeller hatte die Anstalt Beuggen gegründet. 1868 wurde Carl-Heinrich Rappard als Pfarrer an die Deutsch-Schweizer Gemeinde in Kairo berufen. Dora Rappard konnte Arabisch und begann in den Harems mit einer evangelistischen Arbeit unter diesen armen Frauen.
Im selben Jahr wurde Rappard als Inspektor nach St. Chrischona gerufen. Der bescheidene Mann war anfangs verzagt und nahm den Posten aber unter der Bedingung an, dass er weiter evangelistisch arbeiten könnte und kein Geld einsammeln müsse, d. h. keine Kollektenreisen durchführen müsse. Er hatte ein Ziel: er wollte St. Chrischona menschlich niedrig, geistlich aber hoch halten. Er selber glaubte an Krankenheilung durch den Glauben und erlebte dies sogar zweimal an sich selbst. In kürzester Zeit gelang es ihm, die Schulden der Pilgermission in St. Chrischona zurückzuzahlen.

## Charakterisierung
Rappard war ein einfacher, praktischer Mann von hünenhafter Gestalt und festem Glauben und Charakter. Er war von der aufkommenden Heiligungsbewegung beeindruckt und besuchte 1874 und 1875 die berühmten Konferenzen in Brighton und Oxford. Er ist dem nüchternen Flügel der Heiligungsbewegung zuzuzählen.

## Dienst
Er besuchte später auch andere Länder, in denen die Pilgermission arbeitete, z. B. die Station Rohrbach in Südrussland, die auch Franz Eugen Schlachter zur Betreuung angeboten worden war. Hier lernte er die Versammlungen unter freiem Himmel kennen. Rappard widmete sich dann ganz der evangelistischen Arbeit bzw. dem Reisedienst und besuchte 1887 Amerika und England. Er sprach aber auch auf dem bekannten Bernfest, das die Evangelische Gesellschaft jedes Jahr ausrichtete.

## Alter
Als Rappard in fortgeschrittenem Alter war, übernahm sein Schwager Pfarrer Theodor Haarbeck für einige Jahre das Missionswerk als Inspektor. In dieser Zeit lebte die Familie Rappard in Basel. Er war während dieser Zeit hauptsächlich als Evangelist tätig. Als Pfarrer Haarbeck nach Wuppertal berufen wurde, übernahm Rappard wieder sein Inspektorenamt in St. Chrischona. Carl Heinrich Rappard hatte mit seiner Frau Dora zusammen insgesamt zehn Kinder, von denen zwei in jungen Jahren starben. Rappard war ein Führer der Heiligungsbewegung und bewahrte sich bis ins hohe Alter einen kindlichen Glauben. Mitten in einem Reisedienst verstarb er 1909 überraschend und wurde heimgerufen.

## Gedenktag
20. September im Evangelischen Namenkalender.